# Wyreema
Wyreema – miasto w Australii, w stanie Queensland.